# ملا باشي (بالغلو)
ملا باشي (بالفارسية: ملاباشی) هي قرية تقع في إيران في قسم بالغلو الريفي. يقدر عدد سكانها بـ 3,531 نسمة .